# 미스 슬로운
《미스 슬로운》(영어: Miss Sloane)은 2016년 11월에 개봉된 미국의 정치 스릴러 영화이다. 존 매든이 감독을 맡았으며, 조너선 퍼레라가 각본을 맡았다.

## 줄거리
엘리자베스 슬론(제시카 채스테인 분)은 승률 100%를 자랑하는 최고의 로비스트이다. 온 나라가 총기 규제 법안으로 떠들썩한 가운데 그녀는 자신의 신념에 따라 모두가 포기한 싸움에 뛰어들게 된다. 그녀는 뛰어난 전략으로 거대 권력에 맞서지만, 동시에 자신과 주변 사람 모두를 위험에 빠트리게 된다.

## 출연
- 제시카 채스테인 - 매들린 엘리자베스 "리즈" 슬론 역
- 마크 스트롱 - 로돌포 슈밋 역
- 구구 음바타로 - 에즈메이 매뉴채리언 역
- 앨리슨 필 - 제인 멀로이 역
- 마이클 스툴바그 - 팻 코너스 역
- 샘 워터스턴 - 조지 듀폰트 역
- 존 리스고 - 로널드 "론" M. 스펄링 상원의원 역
- 데이비드 윌슨 반스 - 대니얼 포즈너 역
- 제이크 레이시 - 로버트 포드 역
- 라울 버네이자 - R.M. 더턴 역
- 척 셔마타 - 빌 샌퍼드 역
- 더글러스 스미스 - 앨릭스 역
- 메건 페이히 - 클래라 톰프슨 역
- 그레이스 린 쿵 - 로런 역
- 앨 무카담 - 로스 역
- 노아 로빈스 - 프랭클린 월시 역
- 루시 오언 - 신시아 그린 역
- 서지오 디지오 - 빅 샘 역
- 조 핑구에이 - 리틀 샘 역
- 마이클 크램 - 프랭크 맥길 역
- 딜런 베이커 - 생방송 토론 사회자 역
- 잭 스메이두 - 라미레스 역
- 오스틴 스트러그널 - 트래비스 역
- 알렉산드라 카스티요 - 프루 웨스트 역
- 크리스틴 버랜스키 - 에벌린 섬너 역
- 그레타 오니에오고우 - 그레타 역